# Якупов, Наиль Раилович
Наи́ль Раи́лович Яку́пов (род. 6 октября 1993, Нижнекамск, Татарстан) — российский хоккеист, крайний нападающий клуба КХЛ «Авангард». На драфте 2012 года выбран клубом «Эдмонтон Ойлерз» под общим 1-м номером.
Серебряный призёр молодёжного чемпионата мира 2012 и бронзовый призёр молодёжного чемпионата мира 2013 в составе сборной России.

## Биография

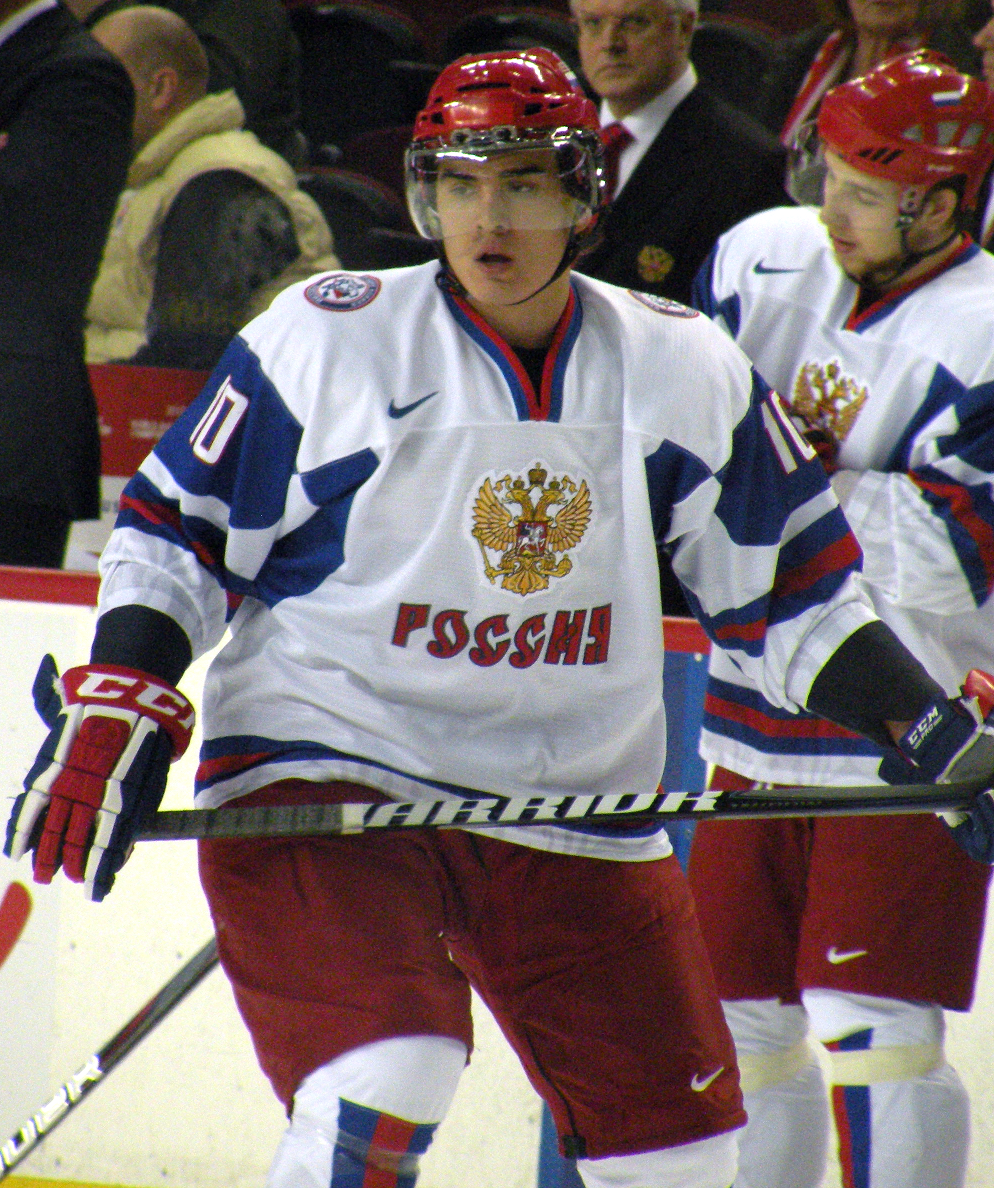
Якупов в составе молодёжной сборной России на чемпионате мира 2012

В сезоне 2009/10 выступал за команду МХЛ «Реактор», в составе которой провёл 14 игр, набрал 6 (4+2) очков и 26 минут штрафа. Концовку сезона пропустил из-за травмы руки, что также помешало ему помочь сборной на юниорском чемпионате мира в Минске. За юниорскую сборную выступал на Кубке Вызова в Канаде, где был единственным игроком 1993 года рождения. В четырёх матчах забросил 2 шайбы и сделал 1 передачу.
Летом 2010 года был защищён на драфт КХЛ нижнекамским «Нефтехимиком» под 19-м номером. Тогда же был задрафтован клубом юниорской лиги Онтарио «Сарния Стинг» под общим 2-м номером на драфте Канадской хоккейной лиги. В этом же году уехал играть за океан.
На Драфте НХЛ 2012 выбран под общим первым номером «Эдмонтон Ойлерз», став таким образом третьим россиянином, выбранным под общим первым номером в НХЛ (после Ильи Ковальчука и Александра Овечкина). 23 июля 2012 подписал трёхлетний контракт новичка, перед этим набрав 170 очков в 107 матчах за два сезона в клубе «Сарния Стинг» юниорской лиги Онтарио.
На время локаута в НХЛ присоединился к выступающему в КХЛ «Нефтехимику».
В составе молодёжной сборной России участвовал в двух чемпионатах мира 2012 и 2013 годов, на которых завоевал серебряную и бронзовую медали. На МЧМ-2013 был капитаном сборной.
Дебютировал в НХЛ 20 января 2013 года в матче против «Ванкувер Кэнакс». Первый гол забил 22 января в ворота «Сан-Хосе Шаркс». В первом же сезоне стал среди новичков НХЛ лучшим бомбардиром — 31 очко (17+14) и лучшим снайпером — 17 шайб (из них 6 в большинстве, также лучший результат среди новичков). Оба его показателя по забитым голам оказались лучшими и среди игроков «Эдмонтона». Кроме этого, отметился лучшим процентом реализации среди всех полевых игроков своего клуба — 21 % его бросков достигли цели (81 бросок/17 голов). А в завершающем матче сезона сделал хет-трик в ворота «Ванкувер Кэнакс». После первого успешного сезона результативность Якупова стала снижаться, а его показатель полезности в сезонах 2013/14 (-33) и 2014/15 (-35) стал одним из худших в лиге.
13 апреля 2015 года подписал с «Эдмонтоном» новый двухлетний контракт на общую сумму $5 млн.
7 октября 2016 года был обменян в «Сент-Луис Блюз» на молодого нападающего Зака Почиро и условный выбор в 3-м раунде драфта 2017. За «музыкантов» провёл 40 матчей, набрав 9 очков, но не сыграл в плей-офф.
По окончании контракта «Сент-Луис» не сделал квалификационное предложение Якупову, и летом 2017 он подписал однолетний контракт с «Колорадо Эвеланш» на $875 тыс.
Удачно начал сезон 2017/18, набрав в первых пяти играх за «Колорадо» пять очков (3+2). Но затем результативность вновь упала, за весь чемпионат он набрал всего 16 очков (9+7) и не попал в состав в играх плей-офф. Клуб не стал предлагать ему новый контракт, и Якупов принял решение продолжить карьеру в России. В июле 2018 года подписал однолетний контракт с клубом Континентальной хоккейной лиги СКА.
В целом за шесть сезонов в НХЛ провёл 350 матчей, это самый низкий показатель среди форвардов лиги, выбранных на драфте под первым номером за весь период с 1963 по 2012 годы.
В сезоне КХЛ 2019/20 в составе СКА набрал 20 очков (10+10) в 46 матчах при показателе полезности +4.
8 мая 2020 года СКА обменял 26-летнего Якупова в подольский «Витязь». СКА получил права на 21-летнего нападающего Германа Рубцова, выступавшего в тот момент в Северной Америке в системе «Филадельфии Флайерз» и 21-летнего форварда Павла Колтыгина.
За «Витязь» Якупов не провёл ни одного матча и 14 июня 2020 года был обменян в хабаровский «Амур» на денежную компенсацию. Осенью 2020 года сыграл за «Амур» в КХЛ 15 матчей, в которых набрал 7 очков (1+6). Единственную шайбу забросил 24 сентября в ворота нижегородского «Торпедо».
20 октября 2020 года перешёл в «Авангард» в обмен на денежную компенсацию. 24 октября 2020 года дебютировал в составе нового клуба в игре против «Автомобилиста» (6:3), провёл на льду 16 минут и забросил одну шайбу. В сезоне 2023/24 — в «Нефтехимике», где в 31 матче набрал 19 очков.
Летом 2024 года стал игроком «Куньлуня».
В ноябре 2024 года вновь вернулся в «Авангард»

## Личная жизнь
По национальности татарин, по вероисповеданию мусульманин. Отец Раиль Якупов, — хоккейный тренер и функционер. Входил в тренерский штаб «Нефтехимика» и был спортивным директором «Нефтяника» из Альметьевска. Во время выступления за «Эдмонтон Ойлерз» жил вместе с семьёй в Канаде. Также дома у хоккеиста живёт собака породы бишон фризе по кличке Хади. Является болельщиком лондонского «Челси».
Двоюродный брат Рауль — также хоккеист.

## Достижения
- Бронзовый призёр чемпионата мира среди юниорских команд 2011
- Серебряный призёр чемпионата мира среди молодёжных команд 2012
- Бронзовый призёр чемпионата мира среди молодёжных команд 2013
- Лучший новичок года CHL (2011)
- Обладатель Эммс Фэмили Эворд (2011)
- Лучший драфт-проспект CHL (2012)
- Первый номер Драфта НХЛ в 2012 году
- Обладатель Кубка Гагарина 2021

## Статистика
| Легенда | Легенда                    | Легенда | Легенда                   | Легенда | Легенда    |
| ------- | -------------------------- | ------- | ------------------------- | ------- | ---------- |
| И       | Количество проведённых игр | Штр     | Штрафное время            | +/−     | Плюс-минус |
| Г       | Голы                       | П       | Голевые передачи          | О       | Очки       |
| -       | Статистика неизвестна      | —       | Статистика не учитывалась |         |            |